# Dave Semenko
David John Semenko, dit Dave Semenko (né le 12 juillet 1957 à Winnipeg dans la province du Manitoba au Canada et mort le 29 juin 2017 à Edmonton (Alberta), est un joueur professionnel canadien de hockey sur glace.

## Carrière en club
Dave Semenko commence sa carrière dans la ligue junior de la Ligue de hockey de l'Ouest du Canada en jouant pour les Wheat Kings de Brandon en 1974-75. Trois saisons et 471 minutes de pénalité plus tard, il participe aux repêchages des grandes ligues d'Amérique du Nord. Il est ainsi choisi lors de la seconde ronde dans la Ligue nationale de hockey par les North Stars du Minnesota (25e choix) et lors de la troisième de l'Association mondiale de hockey par les Aeros de Houston.
Finalement, c'est au sein des Oilers d'Edmonton de l'AMH qu'il signe. Il joue deux saisons avec les Oilers dans l'AMH et est le dernier joueur de l'AMH à inscrire un but. Une fois l'AMH dissoute, il doit rejoindre les Norths Stars à la suite du repêchage d'expansion de la LNH 1979 mais finalement les North Stars l'échangent en retour de deux choix de repêchages futures.
Il joue alors également pour les Oilers dans la Ligue nationale de hockey et devient le garde du corps attitré des vedettes de la franchise dont la principale étant Wayne Gretzky. Il n'hésite jamais à tomber les gants et se battre pour tenir les joueurs loin de Gretzky.
En juin 1983, il joue un match de boxe caritatif contre le légendaire Mohamed Ali Il gagne la Coupe Stanley à deux reprises en 1984 et 1985.
Il restera au sein de l'équipe jusqu'en 1986, année où il rejoint les Whalers de Hartford pour une saison puis les Maple Leafs de Toronto pour sa dernière saison dans la LNH. En 1996, il revient au sein des Oilers en tant qu'assistant entraîneur puis intègre l'équipe des recruteurs de la franchise.
Le 23 octobre 2016, Dave a participé au match des anciens de la LNH de la Classique héritage avec les Anciens Oilers pour affronter les Anciens Jets de Winnipeg au Investors Group Field de Winnipeg.
Dave Semenko meurt à Edmonton le 29 juin 2017 à l'âge de 59 ans des suites d'un cancer du pancréas,.

## Statistiques
Pour les significations des abréviations, voir Statistiques du hockey sur glace.
| Saison     | Équipe                 | Ligue      |     | Saison régulière | Saison régulière | Saison régulière | Saison régulière | Saison régulière |   | Séries éliminatoires | Séries éliminatoires | Séries éliminatoires | Séries éliminatoires | Séries éliminatoires |
| Saison     | Équipe                 | Ligue      | PJ  | B                | A                | Pts              | Pun              | PJ               | B | A                    | Pts                  | Pun                  |                      |                      |
| 1974-1975  | Wheat Kings de Brandon | LHOC       | 12  | 2                | 1                | 3                | 12               | 4                | 0 | 0                    | 0                    | 0                    |                      |                      |
| 1975-1976  | Wheat Kings de Brandon | LHOC       | 72  | 8                | 5                | 13               | 194              | 5                | 0 | 0                    | 0                    | 0                    |                      |                      |
| 1976-1977  | Wheat Kings de Brandon | LHOC       | 61  | 27               | 33               | 60               | 265              | 16               | 3 | 4                    | 7                    | 61                   |                      |                      |
| 1977-1978  | Wheat Kings de Brandon | LHOC       | 7   | 10               | 5                | 15               | 40               |                  |   |                      |                      |                      |                      |                      |
| 1977-1978  | Oilers d'Edmonton      | AMH        | 65  | 6                | 6                | 12               | 140              | 5                | 0 | 0                    | 0                    | 8                    |                      |                      |
| 1978-1979  | Oilers d'Edmonton      | AMH        | 77  | 10               | 14               | 24               | 158              | 11               | 4 | 2                    | 6                    | 29                   |                      |                      |
| 1979-1980  | Oilers d'Edmonton      | LNH        | 67  | 6                | 7                | 13               | 135              | 3                | 0 | 0                    | 0                    | 2                    |                      |                      |
| 1980-1981  | Wind de Wichita        | LCH        | 14  | 1                | 2                | 3                | 40               |                  |   |                      |                      |                      |                      |                      |
| 1980-1981  | Oilers d'Edmonton      | LNH        | 58  | 11               | 8                | 19               | 80               | 8                | 0 | 0                    | 0                    | 5                    |                      |                      |
| 1981-1982  | Oilers d'Edmonton      | LNH        | 59  | 12               | 12               | 24               | 194              | 4                | 0 | 0                    | 0                    | 2                    |                      |                      |
| 1982-1983  | Oilers d'Edmonton      | LNH        | 75  | 12               | 15               | 27               | 141              | 15               | 1 | 1                    | 2                    | 69                   |                      |                      |
| 1983-1984  | Oilers d'Edmonton      | LNH        | 52  | 6                | 11               | 17               | 118              | 19               | 5 | 5                    | 10                   | 44                   |                      |                      |
| 1984-1985  | Oilers d'Edmonton      | LNH        | 69  | 6                | 12               | 18               | 172              | 14               | 0 | 0                    | 0                    | 39                   |                      |                      |
| 1985-1986  | Oilers d'Edmonton      | LNH        | 69  | 6                | 12               | 18               | 141              | 6                | 0 | 0                    | 0                    | 32                   |                      |                      |
| 1986-1987  | Oilers d'Edmonton      | LNH        | 5   | 0                | 0                | 0                | 0                |                  |   |                      |                      |                      |                      |                      |
| 1986-1987  | Whalers de Hartford    | LNH        | 51  | 4                | 8                | 12               | 87               | 4                | 0 | 0                    | 0                    | 15                   |                      |                      |
| 1987-1988  | Maple Leafs de Toronto | LNH        | 70  | 2                | 3                | 5                | 107              |                  |   |                      |                      |                      |                      |                      |
| Totaux AMH | Totaux AMH             | Totaux AMH | 142 | 16               | 20               | 36               | 298              | 16               | 4 | 2                    | 6                    | 37                   |                      |                      |
| Totaux LNH | Totaux LNH             | Totaux LNH | 575 | 65               | 88               | 153              | 1 175            | 73               | 6 | 6                    | 12                   | 208                  |                      |                      |